# Ligne de tramway de Maubeuge Place de la Grisoëlle à la gare de Douzies
La ligne de Maubeuge Place de la Grisoëlle à la gare de Douzies est une ancienne ligne du tramway de Maubeuge.

## Histoire
La ligne est mise en service entre la place de la Grisoëlle (actuelle place Vauban) à Maubeuge et la gare de Douzies (dans cette même ville) à une date inconnue entre le 1er septembre 1903 (mise en service des deux premières lignes vers la gare de Maubeuge et la gare de Sous-le-Bois) et le 3 octobre 1903 (existence attestée). Comme les autres lignes du réseau de Maubeuge, elle est construite à l'écartement métrique (1 000 mm) et est d'emblée électrifiée.